# Holsthum
Holsthum település Németországban, Rajna-vidék-Pfalz tartományban. Lakosainak száma 635 fő (2023. december 31.).

## Népesség
A település népességének változása:
| Lakosok száma | 503  | 648  | 635  | 648  | 647  | 635  |
|               | 1975 | 2017 | 2019 | 2021 | 2022 | 2023 |